# Mitracarpus
Mitracarpus är ett släkte av måreväxter. Mitracarpus ingår i familjen måreväxter.

## Dottertaxa tillMitracarpus, i alfabetisk ordning[1]
- Mitracarpus acunae
- Mitracarpus anthospermoides
- Mitracarpus aristatus
- Mitracarpus bacigalupoae
- Mitracarpus bahorucanus
- Mitracarpus bakeri
- Mitracarpus baturitensis
- Mitracarpus bicrucis
- Mitracarpus brachystigma
- Mitracarpus brasiliensis
- Mitracarpus breviflorus
- Mitracarpus brevis
- Mitracarpus capitatus
- Mitracarpus carnosus
- Mitracarpus christii
- Mitracarpus crassifolius
- Mitracarpus decumbens
- Mitracarpus depauperatus
- Mitracarpus diodioides
- Mitracarpus eichleri
- Mitracarpus eritrichoides
- Mitracarpus falcatus
- Mitracarpus filipes
- Mitracarpus fischeri
- Mitracarpus flagellatus
- Mitracarpus floribundus
- Mitracarpus fortunii
- Mitracarpus frigidus
- Mitracarpus glabrescens
- Mitracarpus haitiensis
- Mitracarpus hasslerianus
- Mitracarpus hirtus
- Mitracarpus laeteviridis
- Mitracarpus lhotzkyanus
- Mitracarpus linearifolius
- Mitracarpus linearis
- Mitracarpus longicalyx
- Mitracarpus maxwelliae
- Mitracarpus megapotamicus
- Mitracarpus microspermus
- Mitracarpus pallidus
- Mitracarpus parvulus
- Mitracarpus polycladus
- Mitracarpus pusillus
- Mitracarpus recurvatus
- Mitracarpus rigidifolius
- Mitracarpus rizzinianus
- Mitracarpus sagraeanus
- Mitracarpus salzmannianus
- Mitracarpus scaberulus
- Mitracarpus schininianus
- Mitracarpus schizangius
- Mitracarpus squarrosus
- Mitracarpus steyermarkii
- Mitracarpus stylosus
- Mitracarpus tenuis
- Mitracarpus trichanthus